# Katus László
Katus László (Kalocsa, 1927. július 13. – Budapest, 2015. január 26.) történész. Felesége Hegyi Dolores (1934) klasszika-filológus, ókortörténész.

## Életútja

### Családja, tanulmányai
Édesapja nyomdász volt, édesanyja iparoscsaládból származott. A család 1928 elejétől Budapesten élt. A VIII.kerületi tisztviselőtelepi Széchenyi István Gimnáziumban érettségizett. Felsőfokú tanulmányait az ELTE Bölcsészettudományi Karának magyar–történelem szakán folytatta 1945-től 1950-ig. Deér József, Váczy Péter és Hajnal István voltak legfontosabb mesterei. Diákéveiben a Barankovics István-féle Demokrata Néppárt tagja volt.

### Pályafutása
1950 és 1952 között a Magyar Tudományos Akadémia Történettudományi Intézete Nemzetiségi Munkaközösségének külső munkatársa volt, később rövid ideig a Budapest XIX. kerületi Petőfi Sándor utcai Általános Iskolában tanított. 1953–1954-ben az Országos Széchényi Könyvtár tudományos munkatársaként, utóbb főmunkatársaként dolgozott, majd az intézmény megbízásából 1957-ig a gyöngyösi ferences könyvtár leltárazásával és katalogizálásával foglalkozott. 1957-től 1990-ig az MTA Történettudományi Intézetének munkatársa, az Egyetemes Történelmi Osztály osztályvezető-helyettese volt. 1990 és 1995 között a pécsi egyetem Középkori és Kora Újkori Történeti Tanszékének tanszékvezető docense. 1992-ben megalapította és 1997-ig igazgatta a Pázmány Péter Katolikus Egyetem Történettudományi Intézetét. A Pécsi Püspöki Hittudományi Főiskolán is oktatott 2002 és 2007 között. 2003 óta az MTA Történettudományi Intézetének tudományos főmunkatársa.

## Munkássága
Egyetemistaként sokáig középkorásznak készült, a nemzeti tudat középkori előzményeit vizsgálta. Ember Győző tanácsára tanulmányt írt az 1848–49-es forradalom és szabadságharc hadiiparáról.
Elsősorban a Kárpát-medence nemzetiségeivel, a horvát nemzeti mozgalmak történetével, 18–19. századi gazdaság- és társadalomtörténettel, történeti demográfiával, statisztikával és kartográfiával foglalkozik. Kandidátusi értekezését a horvát kérdés 1849 és 1903 közötti történetének szentelte. Ő írta a tízkötetes Magyarország-történet újkori köteteinek nemzetiség-, gazdaság- és népesedéstörténeti, a Magyar kódex című sorozat újkori nemzetiség- és egyháztörténeti, valamint a Romsics Ignác által szerkesztett egykötetes országtörténet 1711 és 1918 közötti fejezeteit. Életrajzi tanulmányokban elevenítette fel többek között Eötvös József, Baross Gábor, Trefort Ágoston és Wekerle Sándor emlékezetét. Historiográfiai munkáiban az Annales körének történetírását, Fernand Braudel és Henri Pirenne tevékenységét tárgyalta. Jelentősek a kereszténység és a magyar egyház történetével foglalkozó tanulmányai is.
A Rubicon és a Mérleg című folyóiratok rendszeres szerzője.

## Intézményi tagságai, elismerései
Az MTA Történettudományi Bizottsága, a Magyar–Francia Történész Vegyesbizottság és a Századok szerkesztőbizottságának tagja. 1973-ban Akadémiai Díjat kapott. 1993-ban Ránki György-, 2004-ben Pázmány Péter-díjban részesült. 2001-ben Kispest díszpolgárává választották. Hetvenedik születésnapja alkalmából a Híd a századok felett című ünnepi kötettel köszöntötték. Válogatott tanulmányait és a vele készült – először a Századvég című folyóiratban publikált – életút-interjú rövidített változatát 2008-ban adták ki Pécsett.

## Főbb művei

### Monográfiák, tanulmánykötetek
- Il Risorgimento italiano e gli Ungheresi (Budapest, 1960)
- Musztafa Kemál Atatürk (Budapest, 1970)
- A délszláv–magyar kapcsolatok története. I. A kezdetektől 1849-ig (Pécs, 1998)
- A középkor története (Budapest, 2000)
- Ecclesia semper reformanda et renovanda. Katus László egyháztörténeti tanulmányai és cikkei (Szerk.: Gőzsy Zoltán – Varga Szabolcs – Vértesi Lázár; Pécs, 2007)
- Hungary in the Dual Monarchy 1867–1914 (New York, 2008)
- Sokszólamú történelem. Válogatott tanulmányok és cikkek (Pécs, 2008)
- A modern Magyarország születése. Magyarország története 1711–1914 (Pécs, 2009)
- Európa története a középkorban (Pécs, 2014)

### Szerkesztett kötetek
- Magyar történeti bibliográfia 1825–1867 IV. Nem magyar népek. Nemzetiségek (Kemény G. Gáborral; Budapest, 1959)
- Stiefel Történelmi atlasz (Budapest, 1995)

## Díjai, elismerései
- Ránki György-díj (1993)[4]
- A Magyar Köztársasági Érdemrend tisztikeresztje (2003)[4]
- Pázmány Péter-díj (2004)[4]
- Akadémiai Díj (2009)[4]